# AS SR Brașov
El Asociația Sportivă SR Brașov fue un club de fútbol rumano de la ciudad de Braşov, Transilvania. Fue fundado en 1936 y jugaba en la Liga II de Rumania hasta la temporada 2016/17. Disputaba sus partidos como local en el Stadionul Silviu Ploeşteanu. El equipo solo consiguió un título amistoso, la ya extinta Copa de los Balcanes que logró en su primera edición en 1961.

## Historia
Los orígenes del club se encuentran anteriormente en los equipos del Braşovia y el "Astra" de Braşov, que en 1936 dieron paso al actual FC Braşov. Jugadores como Năftănăilă, Aurel Stroe, Pitu, Chicomban, Danciu, Pedrea, Chirică, Dumitrescu, A. Iftimie o Dănăilă formaron parte de la primera alineación del club.

### La generación de Silviu Ploeșteanu
| Nombre                                      | Periodo       |
| Abschnitt 15                                | 1936          |
| Uzinele Astra Brașov                        | 1939–1948     |
| Steagul Roşu Brașov                         | 1948 – 1950   |
| Metalul Steagul Roşu Brașov                 | 1950–1956     |
| Energia Steagul Roşu Brașov                 | 1956–1958     |
| Steagul Roşu Brașov                         | 1958–1980     |
| Fotbal Club Muncitoresc Brașov (FCM Brașov) | 1980–1990     |
| Fotbal Club Brașov (FC Brașov)              | 1990–2017     |
| Asociația Sportivă SR Brașov (SR Brașov)    | 2017–presente |

La Segunda Guerra Mundial paralizó el mundo del fútbol, aunque hubo algunas competiciones como la Copa de Besarabia o la Copa de los Héroes. Inmediatamente después del armisticio, los distintos equipos comenzaron a surgir en toda Rumania, en su mayor parte relacionadas con la industria, las universidades o el ejército.
Sin embargo, una vez más nos encontramos con el equipo de Braşov en la división C - Serie XII. Este escalafón es el punto de partida del entrenador Silviu Ploeșteanu, que en poco tiempo llevó al club a la Primera división, lograr el subcampeonato y ganar la primera Copa de los Balcanes de clubes. La generación comandada por Ploeşteanu logró entrar en la División B, en 1950.
Ésta es la generación que Silviu Ploeşteanu hizo que ganase la Copa de los Balcanes y se situó en lo más alto del fútbol rumano. En 1960 el equipo el subcampeonato de liga. En este equipo se encontraban jugadores como Nicolae Proca, Gheorghe Fusulan, Gheorghe Ciripoi, Tică Constantinescu, Gheorghe Percea, Octavian Zaharia, Gheorghe Raicu, posteriormente complementada por Ștefan Hidișan (que continuó como entrenador, un descubridor de talentos), Niculae Campo, Ioan Szigeti, Alexandru Meszaroși, Vasile Szeredai, Dorin Gane, Valer Târnăveanu y Necula Dorin.

### La generación del trío mexicano

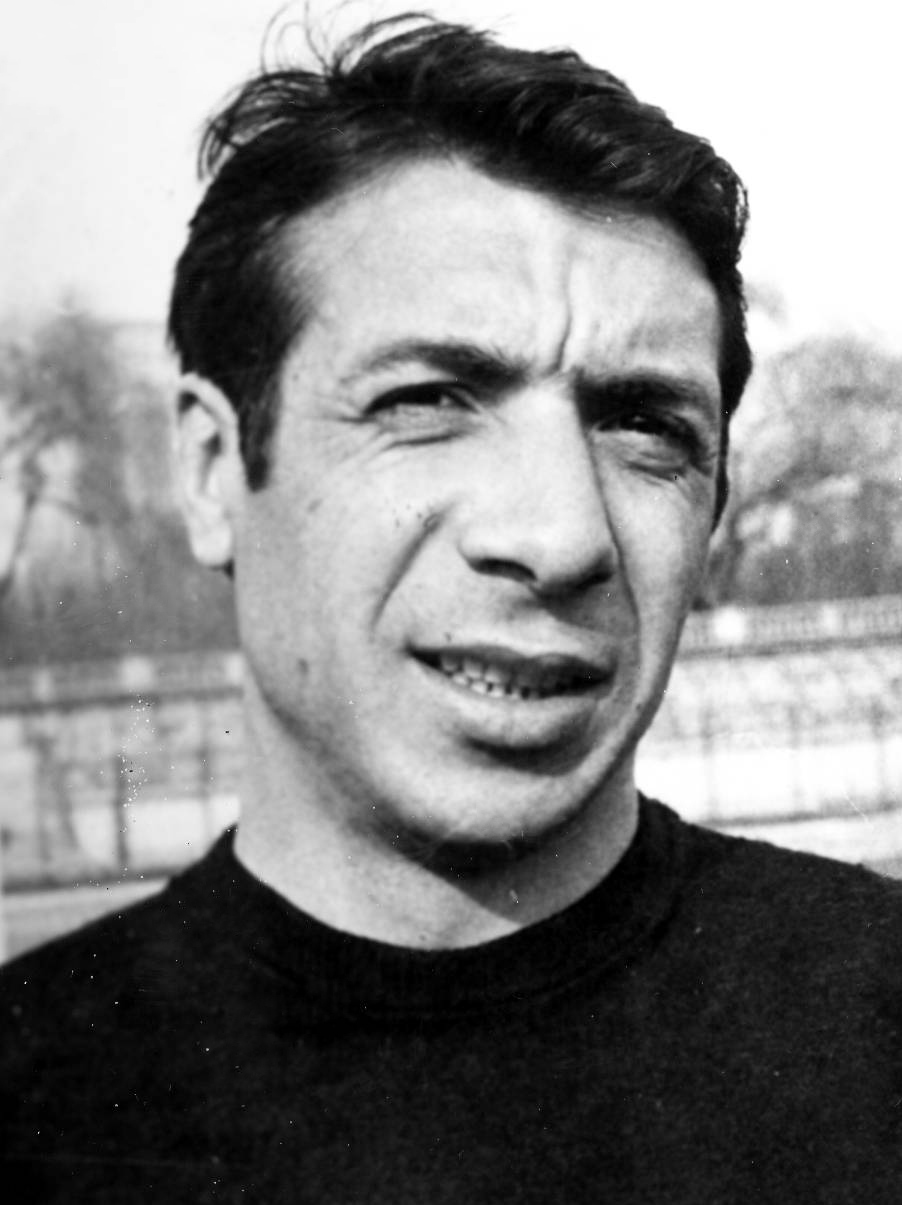
Stere Adamache, un miembro del llamado trio mexicano.

La siguiente generación es la del trío de Nicolás Pescaru, Stere Adamache y Mihai Ivăncescu, la generación que proporció tres jugadores al equipo nacional rumano en la Copa Mundial de México 1970. Para un equipo de esta provincia fue un logro extraordinario, especialmente porque en ese momento jugaban en la división B, aunque el descenso de categoría (a partir de 1968) se debió a factores extra deportivos.

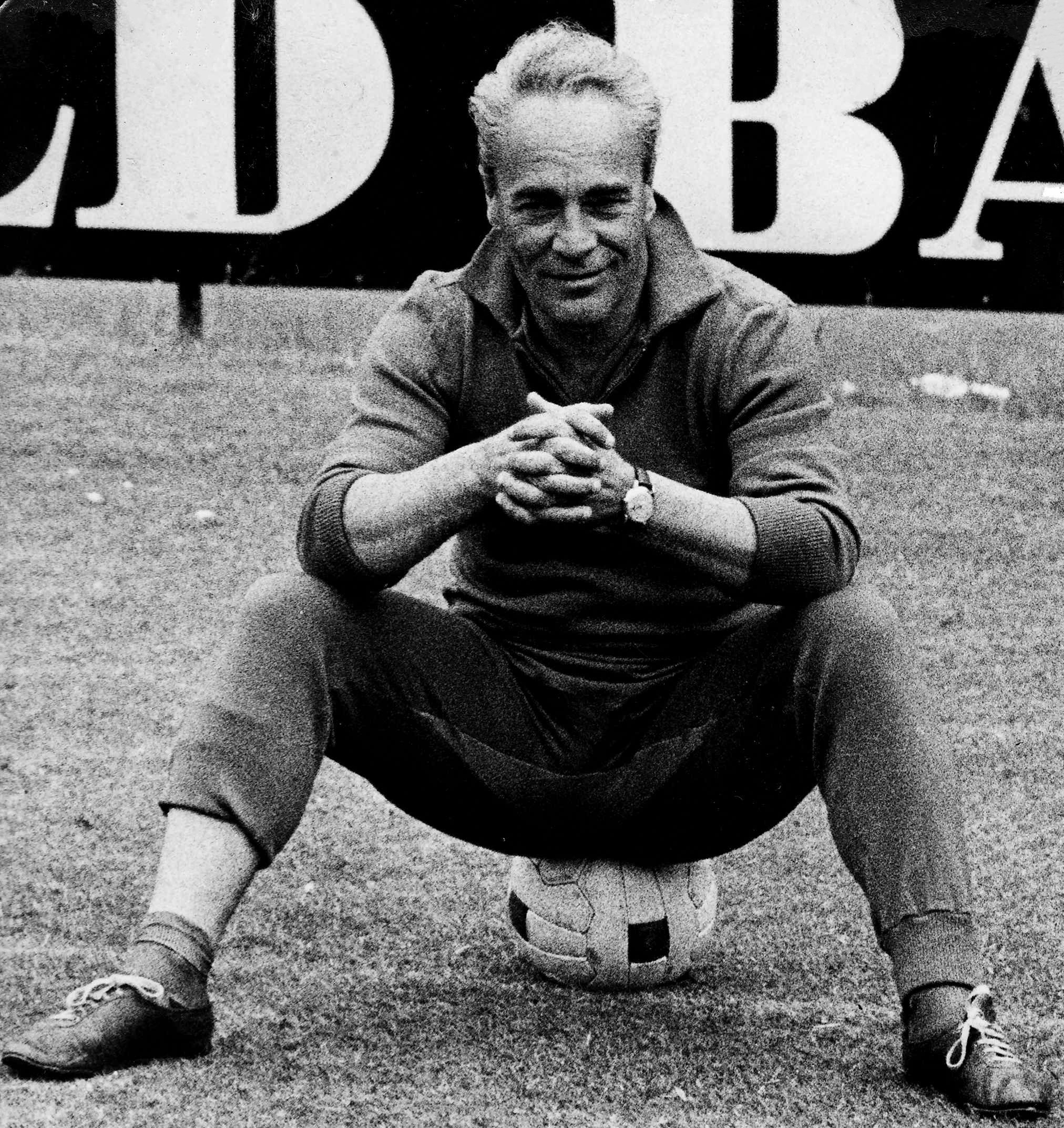
Silviu Ploeșteanu en 1963

La muerte de Iuliu Năftănăilă el 28 de agosto de 1967 dio al club un golpe terrible del que no se recuperó. No solo había perdido Braşov a uno de sus mayores talentos, sino que también se produjo una decisión de la Federación poco acertada, pues no aplazó el partido contra U Cluj pese a ser solo 48 horas después del funeral. Todavía bajo presión psicológica, el equipo fue derrotado y perdió la categoría. Este descenso resultó en la sustitución de Silviu Ploeșteanu como entrenador del equipo. Después de solo ocho jornadas en el banquillo en la próxima edición de la división B, fue reemplazado por Valentin Stănescu. El golpe de ser despedido del equipo que había dirigido durante 20 años —cifra aún hoy solo superada por Matt Busby y Alex Ferguson en el Manchester United y Guy Roux en el AJ Auxerre— llevó a Ploeşteanu a su muerte en la primavera siguiente, el 13 de abril de 1969.

### Origen de la camiseta amarilla y negra
Pocos sabrán en Uruguay que el FC Brasov rumano viste los mismos colores que Peñarol de Montevideo. Pero menos sospecharán que no es una casualidad, ya que la casaca del equipo de esta ciudad transilvana fue copiada directamente de la mítica de rayas verticales oro y negro del conjunto carbonero.
Todo empezó con un intercambio de camisetas entre dos de los mejores jugadores de la historia de ambos clubes, Alberto Spencer (Peñarol) y Csaba Györffi (Brasov).
A mediados de los años sesenta la selección olímpica de fútbol de Rumania hizo una gira por América Latina y uno de sus partidos fue en Uruguay, donde los rumanos se enfrentaron al todopoderoso Peñarol.
Ganaron los rumanos, y como los aurinegros no estaban acostumbrados a perder pidieron la revancha. En el segundo partido uno de los jugadores rumanos le hizo dos túneles al goleador de Peñarol, el legendario Alberto Spencer.
Spencer le recriminó al rumano aquella humillación ante los 50.000 espectadores del Estadio Centenario de Montevideo, incluso le dio una leve bofetada. Entonces intervino Györffi.
"Yo estaba cerca de ellos, y me metí entre los dos para separarlos", declaró Györffi a la agencia EFE, hoy un jubilado activo y vital en la ciudad de Brasov, donde sigue vinculado al fútbol.

### Años 1980
La generación de los años 1980 trajo al equipo de nuevo a la Primera división, después de cinco años de penitencia en la Segunda división. Esta fue la generación de Vasile Papuc, Gherghe Vasile, Paraschivescu Marian, Şulea Valer, Spirea Costel, Benţea Vasile, Chioreanu Gherasim, Furnica Adrian, Manciu Constantin, Bucur Nicolás, Nicolás Adami, Panache Mihai y Petre Marinescu.
Otros jugadores se fueron incorporando, como Marius Lacatus, Batacliu Ion, Văidean Nistor, Mandoca Ion y Dumitru Stangaciu, una generación que regresó a la Segunda división por un tiempo, pero que también logró el ascenso. El club mantuvo la categoría durante esta década y la generación de los años 80 tuvo su continuidad en los años 1990 con jugadores como Marin Barbu, Alexandru Csaba Andrași, Marian Mărgărit, Eugen Moldovan, Petre Lucian, Andrei Șanta y Ștefan Bălan.

### Años 1990-2000
En los años 1990 destacaron dos jugadores en el FC Braşov. Estos fueron Tibor Selymes y Marian Ivan. El primero se forjó en la cantera local y fue traspasado después al Rapid Bucarest. El segundo fue un delantero que goleó en Braşov durante dos etapas, 1991-1995 y 1998-2001, logrando más de 70 goles. Ambos jugadores fueron convocados por Rumanía para la Copa del Mundo de la FIFA de 1994 e Ivan fue el representante del equipo transilvano en el Mundial, el primero tras el trío mexicano de 1970.
En la temporada 2000-01 el FC Braşov logró un meritorio tercer puesto que le sirvió para disputar la Copa de la UEFA al año siguiente, donde cayó eliminado frente al Inter de Milán. En esta participación en la Copa de la UEFA, el equipo logró la victoria más abultada de su historia en competición europea tras endosar un 5-1 al Mika armenio. En la temporada 2002-03 finalizó en cuarto lugar, pero en la campaña 2004-05 perdió la categoría. Regresó a Primera división en la temporada 2008-09 y desde entonces el club se mantiene en la máximo categoría.

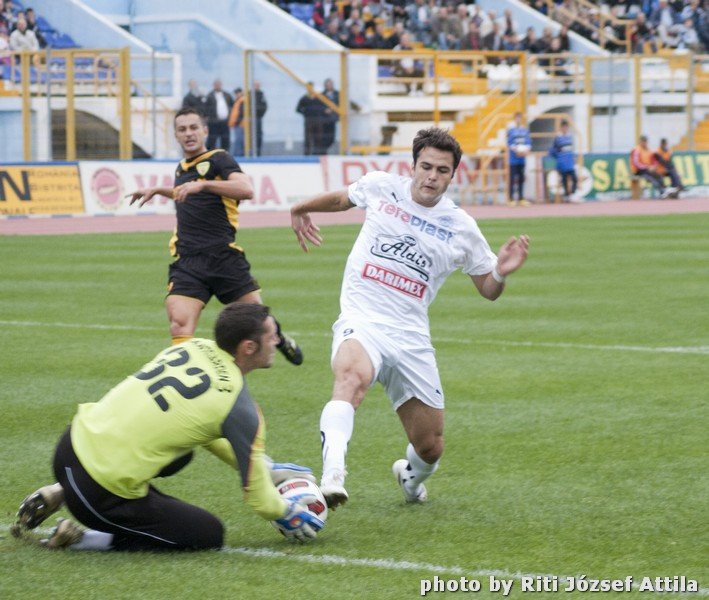
Gloria Bistriţa - FC Braşov in 2010.

### Irregularidad y renacimiento
En la temporada 2009-10 fue semifinalista de la Copa de Rumanía, siendo eliminado por el FC Vaslui. La temporada 2014-15 fue una de reestructuración para la Liga I, que tendría 14 equipos en lugar de 18, al final de la temporada relegó los últimos 6 lugares en lugar de 4 con el FC Braşov entre ellos.
En la primavera de 2015, el FC Braşov tuvo problemas financieros y entró en insolvencia. En el verano de 2015, todos los jugadores del equipo cambiaron y el objetivo era la promoción a la Liga I. Pero al final de la temporada estaban en el 5.° lugar, fuera de los lugares de promoción.
En el verano de 2016, el equipo no tenía el presupuesto necesario para participar en la Liga II y los problemas financieros continuaron multiplicándose. La situación se salvó unas semanas antes del inicio de la nueva temporada cuando Alexandru Chipciu, exjugador del equipo, fue vendido por el Steaua Bucureşti al RSC Anderlecht y el FC Braşov recibió una participación en la transferencia. Cornel Ţălnar fue nombrado nuevo entrenador y el objetivo todavía era la promoción, considerada la única solución de recuperación financiera del club. El equipo comenzó bien, pero terminó la temporada en el 7.° lugar.
Después del final del campeonato, el FC Braşov anunció que el equipo no se unirá a la nueva temporada de la Liga II, y se declaró en quiebra. En el verano de 2017, los aficionados anunciaron el establecimiento de AS SR (Steagul Roşu, «Bandera Roja» por la antigua fábrica de la localidad) Braşov, club creado por el modelo seguido por ASU Politehnica Timişoara, Petrolul Ploieşti, Oţelul Galaţi o Farul Constanţa, grandes clubes de fútbol rumano que también fueron disueltos y devueltos a la vida por sus seguidores.

## Estadio

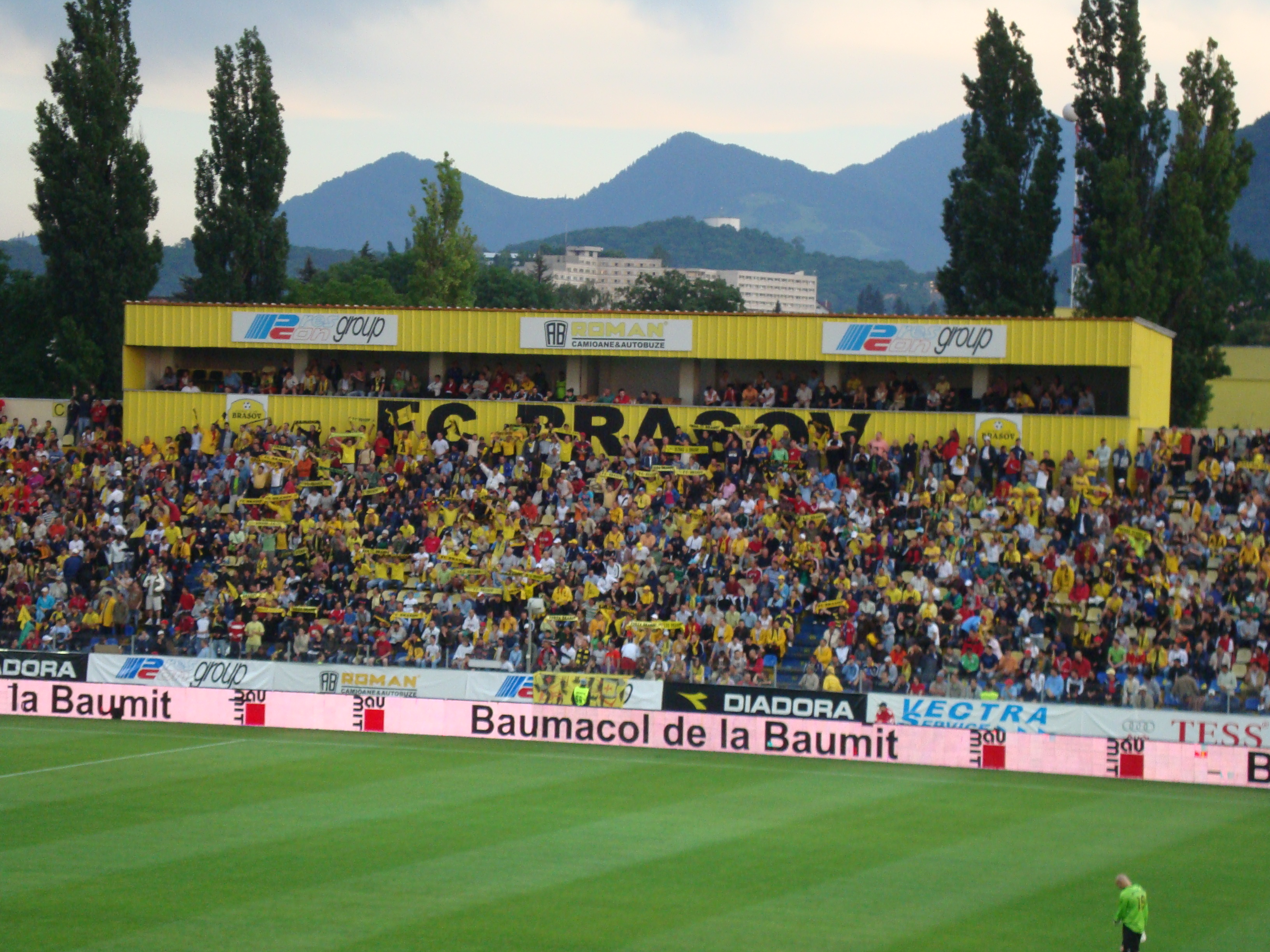
Aficionados del FC Braşov.

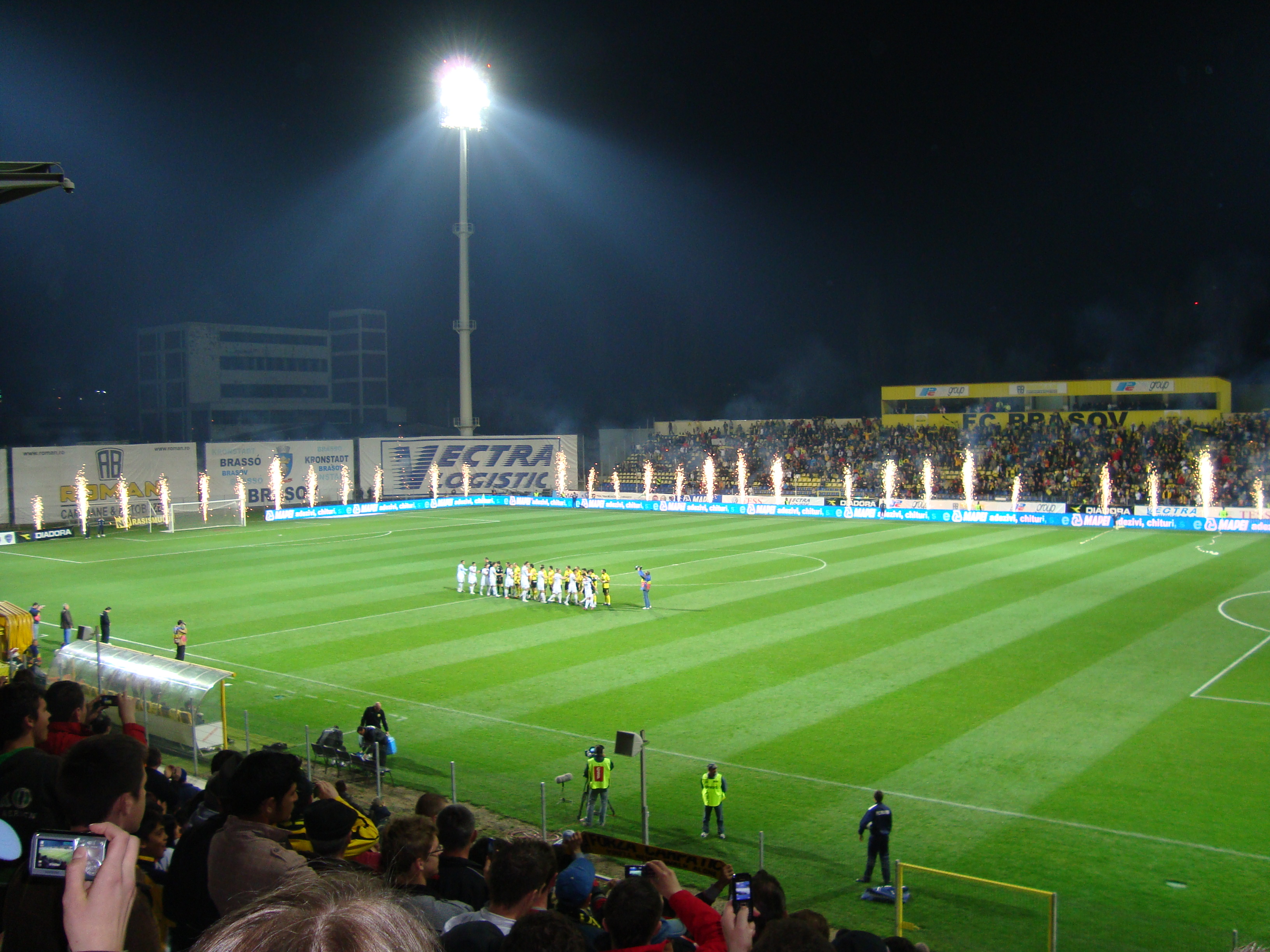
Stadionul Silviu Ploeşteanu

El Stadionul Silviu Ploeşteanu, comúnmente conocido como Stadionul Tineretului, es el estadio oficial del equipo. A raíz de las obras del año 2008, el estadio cuenta con una instalación de luz artificial y se reinstaló el césped. En 2009, se inauguró la luz nocturna en un partido de liga contra el Gaz Metan Medias.
En el lugar del estadio actual se va a construir un nuevo estadio, el Brasov Arena. Con capacidad para 23.000 espectadores, el estadio será el más grande de Braşov. Tendrá tres estrellas, según la normativa UEFA, todos sus asientos estarán cubiertos y será propiedad de la ciudad de Braşov y del FC Braşov.

## Jugadores

### Plantilla 2014-15
Actualizado al 23 de febrero de 2015

## Palmarés

### Nacional
Liga I:
- Campeonatos (0):
- Subcampeonatos (1): 1959–60

Liga II:
- Campeonatos (6): 1956, 1967–68, 1979–80, 1983–84, 1998–99, 2007–08
- Subcampeonatos (2): 1976–77, 1978–79

### Internacional
Copa de los Balcanes: (Amistoso)
- Campeonatos (1): 1960-61

### Estadísticas
Actualizado a 21 de julio de 2010
| Club      | T  | PJ   | PG  | PE  | PP  | GF   | GC   | Ptos. |
| --------- | -- | ---- | --- | --- | --- | ---- | ---- | ----- |
| FC Brașov | 41 | 1259 | 479 | 265 | 516 | 1577 | 1634 | 1346  |

| Año       | División   | Posición |
| 1999-2000 | Divizia A  | 14       |
| 2000-01   | Divizia A  | 3        |
| 2001-02   | Divizia A  | 11       |
| 2002-03   | Divizia A  | 4        |
| 2003-04   | Divizia A  | 11       |
| 2004-05   | Divizia A  | 15       |
| 2005-06   | Liga a 2-a | 3        |
| 2006-07   | Liga a 2-a | 10       |
| 2007-08   | Liga a 2-a | 1        |
| 2008-09   | Liga 1     | 9        |
| 2009-10   | Liga 1     | 9        |

## Participación en competiciones de la UEFA
| Temporada | Torneo                 | Ronda           | Club                  | Casa | Visita |
| --------- | ---------------------- | --------------- | --------------------- | ---- | ------ |
| 1960–61   | Copa de los Balcanes   | Fase de grupos1 | AEK                   | 3–0  | 4–2    |
| 1960–61   | Copa de los Balcanes   | Fase de grupos1 | KS Partizani          | 1–0  | 0–0    |
| 1960–61   | Copa de los Balcanes   | Fase de grupos1 | Fenerbahçe            | 3–0  | 1–1    |
| 1960–61   | Copa de los Balcanes   | Fase de grupos1 | Levski Sofia          | 2–2  | 4–2    |
| 1961–63   | Copa de los Balcanes   | Fase de grupos  | Olympiacos            | 6–2  | 0–1    |
| 1961–63   | Copa de los Balcanes   | Fase de grupos  | Sarajevo              | 3–1  | 0–2    |
| 1963–64   | Inter-Cities Fairs Cup | 1               | Lokomotiv Plovdiv     | 1–3  | 1–2    |
| 1965–66   | Inter-Cities Fairs Cup | 2               | Zagreb                | 1–0  | 2–2    |
| 1965–66   | Inter-Cities Fairs Cup | 3               | RCD Español           | 4–22 | 1–3    |
| 1971      | Copa de los Balcanes   | Fase de grupos  | Altay                 | 3–0  | 0–0    |
| 1971      | Copa de los Balcanes   | Fase de grupos  | Panionios             | 1–1  | 0–2    |
| 1972      | Copa de los Balcanes   | Fase de grupos  | Trakia Plovdiv        | 2–3  | 1–1    |
| 1972      | Copa de los Balcanes   | Fase de grupos  | Göztepe               | 0–1  | 1–5    |
| 1974–75   | UEFA Cup               | 1               | Beşiktaş              | 3–0  | 0–2    |
| 1974–75   | UEFA Cup               | 2               | Hamburg               | 1–2  | 0–8    |
| 2001–02   | UEFA Cup               | Clasificatoria  | Mika Ashtarak         | 5–1  | 2–0    |
| 2001–02   | UEFA Cup               | 1               | Internazionale Milano | 0–3  | 0–3    |

1EL torneo se jugó con un grupo de 5 equipos. El FC Brașov terminó en primer lugar y ganó el torneo.

2Se jugó un tercer partido en Brașov, donde el RCD Español ganó 1–0.

## Jugadores destacados
- Călin Moldovan
- Adrian Măsar
- Adrian Vasile
- Mircea Dumitriu
- Marius Lăcătuş
- Alexandru Andraşi
- Iulian Andraşi
- Cosmin Bodea
- Daniel Isăilă
- Ionel Ganea
- Cătălin Ghiță
- Neluțu Craiu
- Horia Pătru
- Florin Hâncu
- John Ene
- Adrian Săvoiu
- Dorel Purdea
- Emil Spirea
- Marian Balint

## Entrenadores destacados
- Ioan Andone
- Marius Lăcătuş
- Cornel Țâlnar